# Erich Pommer
Erich Pommer (20 de julio de 1889 - 8 de mayo de 1966) fue un productor de cine y ejecutivo alemán. Fue responsable por muchas de las películas más conocidas de la República de Weimar, tales como El gabinete del doctor Caligari, Dr. Mabuse, der Spieler-Ein Bild der Zeit y Los nibelungos.
Participó del movimiento filmográfico denominado expresionismo alemán durante la era del cine mudo como jefe de producción de Ufa desde 1924, Mikaël (1924), Der Letzte Mann (1924), Varieté (1925), Tartufo (1926), Fausto (1926), Metrópolis (1927) y El ángel azul (1930). Posteriormente trabajó siendo exiliado en Estados Unidos antes de regresar a Alemania durante algún tiempo al concluir la guerra.

## Premios
- 1953 Premio Cinematográfico Alemán por Nachts auf den Strassen.
- 1955 Golden Globe Award por mejor Película Kinder, Mütter und ein General.
- 1956 Gran-Prix de l'Union de la Critique de Cinéma (UCC) for Kinder, Muetter, und ein General.